# Aleksandr Vladimirovič Prochorov
Aleksandr Vladimirovič Prochorov (in russo Александр Владимирович Прохоров?; Brėst, 18 giugno 1946 – Mosca, 7 gennaio 2005) è stato un allenatore di calcio e calciatore sovietico, dal 1991 russo, di ruolo portiere.

## Palmarès

### Club
- Campionato sovietico di calcio: 1

Dinamo Kiev: 1971

### Nazionale
- Bronzo olimpico: 1

Montréal 1976

### Individuale
- Portiere sovietico dell'anno: 2

1974, 1975